# 谷口恵美
谷口 恵美（たにぐち えみ、2月27日 - ）は、日本のナレーター、女性声優。岐阜県出身。東京俳優生活協同組合所属。

## 経歴
- 高校2年生の時に知人から進められた代々木アニメーション学院の未来を育てるオーディションを受け、優秀賞。特待生となり入学[要出典]。同じオーディションを那須めぐみも受けている。（同期には中村悠一、細川聖可、能登麻美子、など）
- その後舞台経験を重ね、2006年春から半年間、東京俳優生活協同組合のボイス養成所へ通う。
- 2006年10月、俳協ボイスアクターズスタジオ28期生として合格し、東京俳優生活協同組合の預かりとなる。
- 2009年から正式に東京俳優生活協同組合所属となる。

## 来歴・人物
- 岐阜三田高等学校服飾科卒業。（現在：城北高等学校）演劇部に所属していた。上京するまでは、ミュージカル劇団やボランティアで保育所や幼稚園を回り芝居を見せて回っていた。
- 代々木アニメーション学院を卒業し1年程、演劇のワークショップに通い、劇団第三反抗期に所属。子供役が多く、彼女が演じる子供役は人気が高かった。2年後劇団は解散。解散後も劇団の仲間が立ち上げた劇団に客演などし、年に3~5本舞台に出演。4年ほど続ける。
- その後は、3人組で歌を歌う地下アイドルの経験や、声優としての仕事をするが、俳協へ所属してからはナレーションの仕事を中心に活躍[3]。

## 出演

### テレビアニメ
- ファンタシースターオンライン2 エピソード・オラクル（2019年、電子音声）
- 映像研には手を出すな!（2020年、中学教師）
- アーヤと魔女（2020年）
- サクガン（2021年、キャスター[4]）
- ダンダダン（2024年、TVアナウンサー）

### 劇場アニメ
- Gのレコンギスタ II ベルリ 撃進（2020年、アナウンス）

### Webアニメ
- 日本沈没2020（2020年、アナウンス、キャスター）

### 吹き替え
- ハドソン川の奇跡（2020年、シーラ・デイル）※ザ・シネマ版
- トムとジェリー（2021年、女性アナウンサー[5]）
- 007/ノー・タイム・トゥ・ダイ（2021年、ラボアナウンス1[6]）
- マーベルズ（2023年、自動音声女性2[7]）
- マッドマックス:フュリオサ（2024年[8]）
- アマチュア（2025年、ラジオアナ[9]）

### ドラマCD
- ゲムドラナイト（看護婦役）
- カルマ13（大野友香）

### ラジオドラマ
- 東京メトロListen!WONDERGROUND内のSUB-STORYに出演

### ナレーション
- スーパーJチャンネル木曜・金曜ナレーション（テレビ朝日）
- SMAP×SMAP（フジテレビ）
- 東名高速道路全通40周年（関西テレビ）
- うちのわんこ(BSフジ)、花村あづさのピンチヒッターで登場
- BS民放5局共同特別番組2010＋ 未来へのエンジン「王貞治、夢を継ぐ若きサムライたち」
- 日経スペシャル カンブリア宮殿「大忘年会　もう貧乏はイヤだ!狙うぞ、一発逆転スペシャル」（テレビ東京）
- 教科書が変わる!?日本人のルーツをさぐる旅（NHK総合）

### 舞台
- 劇団第三反抗期解散公演「ｓｋｙ」
- 忍者野球
- ブルーマウンテン
- ドリームエキスプレスAT
- なんの花薫る
- 地球とりはだ大航海
- ウェッジソール・ヴァルキリー
- エクスカリバー零式